# Bill Thornbury
William Allen Thornbury, detto Bill (Kingsburg, 24 maggio 1952), è un attore e musicista statunitense, noto per aver interpretato il ruolo di Jody Pearson nella serie cinematografica horror Phantasm.
Attualmente è sposato con Sharon Thompson, ha un figlio e vive in California.

## Filmografia

### Attore
- Le ragazze pon pon si scatenano (Summer School Teachers, 1974)
- Sarah T. - Portrait of a Teenage Alcoholic (1975)
- Agenzia Rockford (The Rockford Files, 1978)
- Fantasmi (Phantasm, 1979)
- I segreti di Midland Heights (Secrets of Midland Heights, 1980-1981)
- The Lost Empire (1985)
- Fantasmi III - Lord of the Dead (Phantasm III: Lord of the Dead, 1994)
- Phantasm IV: Oblivion (1998)
- Phantasm V: Ravager (2016)

### Compositore
- Fantasmi (Phantasm, 1979)